# Список сонячних затемнень у XXI столітті

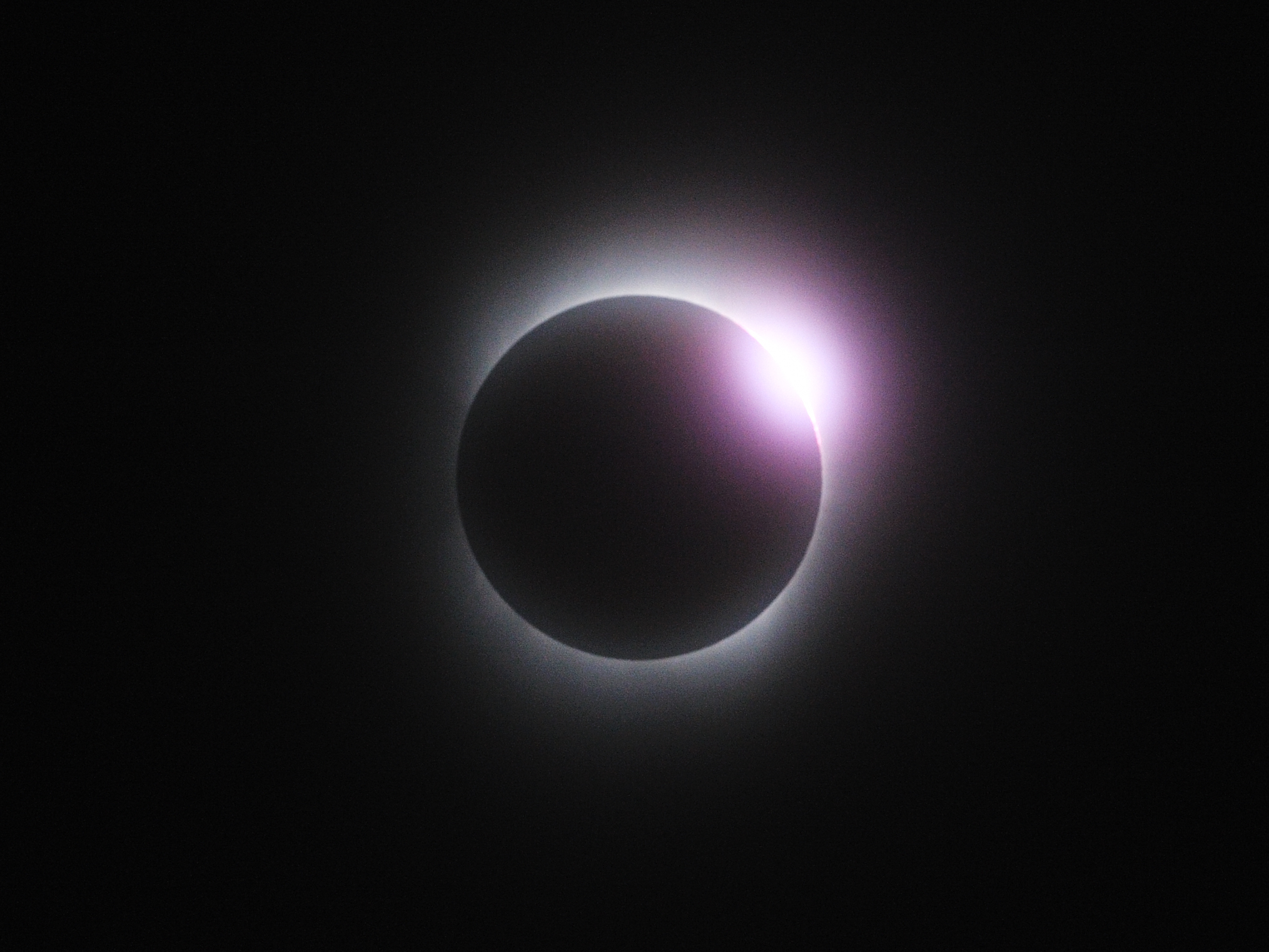
Сонячне затемнення 22 липня 2009 року. Каґосіма, Японія

У період з 2001 по 2100 рік на Землі відбудеться 224 сонячних затемнення, з яких 77 будуть частковими, 72 кільцеподібними, 68 повними і 7 гібридними (кільцеподібно-повне). З них два кільцеподібних і одне повне затемнення будуть нецентральними, тобто вісь тіні Місяця пропустить Землю. Найбільша кількість затемнень припадає на 2011, 2029, 2047, 2065, 2076 і 2094 роки — по 4 сонячних затемнення на кожен рік. Прогнози, наведені тут, зроблені астрофізиком Фредом Еспенаком з Центру космічних польотів імені Годдарда NASA.
Станом на 2025 рік найдовша виміряна тривалість повного сонячного затемнення 22 липня 2009 року. Це повне сонячне затемнення мало максимальну тривалість 6 хвилин і 38,86 секунди. Максимально можлива тривалість повного сонячного затемнення становить 7 хвилин і 32 секунди. Найдовше кільцеподібне сонячне затемнення 21 століття відбулося 15 січня 2010 року тривалістю 11 хвилин і 7,8 секунди. Максимально можлива тривалість – 12 хвилин і 29 секунд. Затемнення 20 травня 2050 року стане другим гібридним затемненням за менш ніж рік, перше – 25 листопада 2049 року.

## Список затемнень
Таблиця містить перелік всіх сонячних затемнень, що відбудуться у період з 2001 по 2100 рік. У таблиці наведено (зліва направо):
- Дата і час максимальної фази, які вказані за динамічним часом.
- Сарос — відносне положення затемнення у межах спеціального циклу, що складається з 223 синодичних місяців (приблизно 18 років) та використовується для прогнозування затемнень.
- Тип затемнення — повне, часткове, кільцеподібне або кільцеподібно-повне.
- Величина затемнення — частка діаметра Сонця, яка затемнюється Місяцем.
- Тривалість затемнення — проміжок часу між початком та завершенням затемнення.
- Географічні координати, на які припадає максимальна фаза затемнення.
- Максимальна ширина тіні від Місяця на поверхні Землі.
- Території — перелік країн та територій, на яких можна спостерігати принаймні часткове затемнення. Для повних і кільцеподібних затемнень вказані регіони, в яких можливо спостерігати максимальну фазу затемнення.
- Діаграма ілюструє межі видимості затемнення на земній поверхні, положення точки та де спостерігається максимальна фаза затемнення. Для повного затемнення траєкторію тіні від Місяця намальовано синіми лініями, для кільцеподібного - червоними.

| Дата              | Час      | Сарос | Величина | Тривалість  | Координати                                                              | Ширина тіні, км | Тип затемнення та території | Діаграма | Прим.             |
| ----------------- | -------- | ----- | -------- | ----------- | ----------------------------------------------------------------------- | --------------- | --- | -------- | ----------------- |
| 21 червня 2001    | 12:04:46 | 127   | 1.050    | 4 хв 57 с   | 11°18′0″ пд. ш. 2°42′0″ сх. д. / 11.30000° пд. ш. 2.70000° сх. д.       | 200             | Повне: Ангола, Замбія, Зімбабве, Мозамбік, Мадагаскар Часткове: Південна Америка, Африка |          | [ 5 ]             |
| 14 грудня 2001    | 20:53:01 | 132   | 0.968    | 3 хв 53 с   | 0°36′0″ пн. ш. 130°41′59″ зх. д. / 0.60000° пн. ш. 130.69972° зх. д.    | 126             | Кільцеподібне: Нікарагуа, Коста-Рика Часткове: Північна і Центральна Америка, північний захід Південної Америки, Гаваї |          | [ 5 ]             |
| 10 червня 2002    | 23:45:22 | 137   | 0.996    | 0 хв 23 с   | 34°30′0″ пн. ш. 178°35′59″ зх. д. / 34.50000° пн. ш. 178.59972° зх. д.  | 13              | Кільцеподібне: Манадо (Індонезія) і Пуерто-Вальярта (Мексика) Часткове: Східна Азія, північний схід Австралії, Північна Америка, Гаваї |          | [ 5 ]             |
| 4 грудня 2002     | 07:32:16 | 142   | 1.024    | 2 хв 04 с   | 39°30′0″ пд. ш. 59°36′0″ сх. д. / 39.50000° пд. ш. 59.60000° сх. д.     | 87              | Повне: Ангола, Ботсвана, Зімбабве, Південна Африка, Мозамбік, Південна Австралія Часткове: Африка, Антарктида, Індонезія, Австралія |          | [ 5 ]             |
| 31 травня 2003    | 04:09:22 | 147   | 0.938    | 3 хв 37 с   | 66°35′59″ пн. ш. 24°30′0″ зх. д. / 66.59972° пн. ш. 24.50000° зх. д.    | —               | Кільцеподібне: Гренландія, Ісландія, північний схід Шотландії, Фарерські острови, Шетландські острови Часткове: Східна Європа, північ і захід Азії, Середній Схід, Аляска, Гренландія, північний захід Канади |          | [ 5 ]             |
| 23 листопада 2003 | 22:50:22 | 152   | 1.038    | 1 хв 57 с   | 72°42′0″ пд. ш. 88°24′0″ сх. д. / 72.70000° пд. ш. 88.40000° сх. д.     | 495             | Повне: східна частина Антарктиди Часткове: Австралія, Нова Зеландія, Антарктида, південні частини Чилі і Аргентини |          | [ 5 ]             |
| 19 квітня 2004    | 13:35:05 | 119   | 0.737    | —           | 61°36′0″ пд. ш. 44°17′59″ сх. д. / 61.60000° пд. ш. 44.29972° сх. д.    | —               | Часткове: Антарктичний півострів, схід Антарктиди, південна Африка |          | [ 5 ]             |
| 14 жовтня 2004    | 03:00:23 | 124   | 0.928    | —           | 61°12′0″ пн. ш. 153°41′59″ зх. д. / 61.20000° пн. ш. 153.69972° зх. д.  | —               | Часткове: східна частина Росії, Монголія, північний схід Китаю, Корейський півострів, Японія, Гаваї, західна Аляска |          | [ 5 ]             |
| 8 квітня 2005     | 20:36:51 | 129   | 1.007    | 0 хв 42 с   | 10°35′59″ пд. ш. 119°0′0″ зх. д. / 10.59972° пд. ш. 119.00000° зх. д.   | 27              | Кільцеподібно-повне: Венесуела, Колумбія, Панама, південний схід Французької Полінезії, Острови Баунті Часткове: Мексика, Центральна Америка, Карибське море, захід Південної Америки, Нова Зеландія, захід Антарктиди |          | [ 5 ]             |
| 3 жовтня 2005     | 10:32:47 | 134   | 0.958    | 4 хв 32 с   | 12°54′0″ пн. ш. 28°41′59″ сх. д. / 12.90000° пн. ш. 28.69972° сх. д.    | 162             | Кільцеподібне: Португалія, Іспанія, Алжир, Туніс, Лівія, Чад, Судан, Кенія, Сомалі Часткове: Африка, Європа, західна Азія, Середній Схід та Індія |          | [ 5 ]             |
| 29 березня 2006   | 10:12:23 | 139   | 1.052    | 4 хв 07 с   | 23°11′59″ пн. ш. 16°41′59″ сх. д. / 23.19972° пн. ш. 16.69972° сх. д.   | 104             | Повне: Квазулу-Натал, Бразилія, Гана, Того, Бенін, Нігерія, Нігер, Лівія, Туреччина, Грузія, південний захід Росії та Казахстана Часткове: Північна Африка, Центральна Африка, східна частина Бразилії, центральна Азія, Середній Схід, Індія, Європа |          | [ 5 ]             |
| 22 вересня 2006   | 11:41:16 | 144   | 0.935    | 7 хв 9 с    | 20°36′0″ пд. ш. 9°5′59″ зх. д. / 20.60000° пд. ш. 9.09972° зх. д.       | 261             | Кільцеподібне: Гаяна, Суринам, Французька Гвіана Часткове: Південна Америка, Західна Африка, Південна Африка, Антарктичний півострів, схід Антарктиди |          | [ 5 ]             |
| 19 березня 2007   | 02:32:57 | 149   | 0.876    | —           | 61°0′0″ пн. ш. 55°30′0″ сх. д. / 61.00000° пн. ш. 55.50000° сх. д.      | —               | Часткове: Азія, західна Аляска |          | [ 5 ]             |
| 11 вересня 2007   | 12:32:24 | 154   | 0.751    | —           | 61°0′0″ пд. ш. 90°12′0″ зх. д. / 61.00000° пд. ш. 90.20000° зх. д.      | —               | Часткове: Центральна Америка та південь Південної Америки, Антарктичний півострів, схід Антарктиди, південна Атлантика |          | [ 5 ]             |
| 7 лютого 2008     | 03:56:10 | 121   | 0.965    | 2 хв 12 сек | 67°35′59″ пд. ш. 150°30′0″ зх. д. / 67.59972° пд. ш. 150.50000° зх. д.  | 444             | Кільцеподібне: захід Антарктиди Часткове: Антарктида, південний схід Австралії, Нова Зеландія, південний схід Микронезии, південний схід Полинезии |          | [ 5 ]             |
| 1 серпня 2008     | 10:22:12 | 126   | 1.039    | 2 хв 27 с   | 65°42′0″ пн. ш. 72°17′59″ сх. д. / 65.70000° пн. ш. 72.29972° сх. д.    | 237             | Повне: Нунавут, Північна Гренландія, центральна Росія, захід Монголії, західний Китай Часткове: Нова Шотландія, Острів Принца Едварда, Нью-Брансвік, Квебек, Нунавут, Гренландія, Північна Європа, Азія |          | [ 5 ]             |
| 26 січня 2009     | 07:59:45 | 131   | 0.928    | 7 хв 54 с   | 34°6′0″ пд. ш. 70°12′0″ сх. д. / 34.10000° пд. ш. 70.20000° сх. д.      | 280             | Кільцеподібне: південь острова Суматра, Джакарта, Борнео Часткове: Південна Африка, схід Антарктиди, Південно-Східна Азія, Філіппіни, Австралія |          | [ 5 ]             |
| 22 липня 2009     | 02:36:25 | 136   | 1.080    | 6 хв 39 сек | 24°11′59″ пн. ш. 144°5′59″ сх. д. / 24.19972° пн. ш. 144.09972° сх. д.  | 258             | Повне: центральна та північно-східна Індія, Бутан, Бангладеш, М'янма, Китай, Рюкю Часткове: Південно-Східна Азія, Японія, південна Корея, Філіппіни, Індонезія, центральна частина Тихого океану |          | [ 5 ]             |
| 15 січня 2010     | 07:07:39 | 141   | 0.919    | 11 хв 08 с  | 1°36′0″ пн. ш. 69°17′59″ сх. д. / 1.60000° пн. ш. 69.29972° сх. д.      | 333             | Кільцеподібне: ЦАР, Конго, Уганда, Мальдіви, південний схід Індії, Шрі-Ланка, М'янма, центральний Китай Часткове: Африка, Південно-Східна Європа, Середній Схід, Азія |          | [ 5 ]             |
| 11 липня 2010     | 19:34:38 | 146   | 1.058    | 5 хв 20 с   | 19°41′59″ пд. ш. 121°54′0″ зх. д. / 19.69972° пд. ш. 121.90000° зх. д.  | 259             | Повне: південь Чилі та Аргентини, південний схід Полінезії Часткове: південний захід Південної Америки, Французька Полінезія, Гаваї |          | [ 5 ]             |
| 4 січня 2011      | 08:51:42 | 151   | 0.858    | —           | 64°42′0″ пн. ш. 20°48′0″ сх. д. / 64.70000° пн. ш. 20.80000° сх. д.     | —               | Часткове: Європа, Північна Африка, центральна Азія, Середній Схід |          | [ 6 ]             |
| 1 червня 2011     | 21:17:18 | 118   | 0.601    | —           | 67°47′59″ пн. ш. 46°47′59″ сх. д. / 67.79972° пн. ш. 46.79972° сх. д.   | —               | Часткове: Ісландія, Північна Канада, Аляска, північно-східна Азія, Гренландія, північ Скандинавії |          | [ 6 ]             |
| 1 липня 2011      | 08:39:30 | 156   | 0.097    | —           | 65°12′0″ пд. ш. 28°36′0″ сх. д. / 65.20000° пд. ш. 28.60000° сх. д.     | —               | Часткове: південь Індійського океану поблизу Антарктиди |          | [ 6 ]             |
| 25 листопада 2011 | 06:21:24 | 123   | 0.905    | —           | 68°35′59″ пд. ш. 82°24′0″ зх. д. / 68.59972° пд. ш. 82.40000° зх. д.    | —               | Часткове: південний захід Південної Африки, Антарктида, Тасманія, Нова Зеландія |          | [ 6 ]             |
| 20 травня 2012    | 23:53:54 | 128   | 0.944    | 5 хв 46 с   | 49°6′0″ пн. ш. 176°18′0″ сх. д. / 49.10000° пн. ш. 176.30000° сх. д.    | 237             | Кільцеподібне: Південний Китай, Гонконг, Макао, Сікоку, південь острова Хонсю, Токіо, Орегон, Невада, Юта, Аризона, Нью-Мексико Часткове: Тихий океан, східна Азія, Північна Америка, Гаваї |          | [ 6 ]             |
| 13 листопада 2012 | 22:12:55 | 133   | 1.050    | 4 хв 02 с   | 40°0′0″ пд. ш. 161°18′0″ зх. д. / 40.00000° пд. ш. 161.30000° зх. д.    | 179             | Повне: Австралія, Кермадек, Нова Зеландія Часткове: Австралія, Нова Зеландія, південний схід Південної Америки, південь Тихого океану, Полінезія, Антарктичний півострів, західна Антарктида |          | [ 6 ]             |
| 10 травня 2013    | 00:26:20 | 138   | 0.954    | 6 хв 03 с   | 2°12′0″ пн. ш. 175°30′0″ сх. д. / 2.20000° пн. ш. 175.50000° сх. д.     | 173             | Кільцеподібне: Австралія, Луїзіада, Соломонові Острови, Кірибаті Часткове: Австралія, Нова Зеландія, центральна частина Тихого океану, Гаваї, Індонезія |          | [ 6 ]             |
| 3 листопада 2013  | 12:47:36 | 143   | 1.016    | 1 хв 40 с   | 3°30′0″ пн. ш. 11°41′59″ зх. д. / 3.50000° пн. ш. 11.69972° зх. д.      | 58              | Кільцеподібно-повне: Габон, Республіка Конго, Конго, Уганда, Кенія, Ефіопія Часткове: схід Північної Америки, Карибське море, схід Південної Америки, південна Європа, Африка |          | [ 6 ]             |
| 29 квітня 2014    | 06:04:33 | 148   | 0.987    | —           | 70°35′59″ пд. ш. 131°18′0″ сх. д. / 70.59972° пд. ш. 131.30000° сх. д.  | —               | Кільцеподібне: захід Землі Вілкса Часткове: південь Індійського океану, Австралія, східна Антарктида |          | [ 6 ]             |
| 23 жовтня 2014    | 21:45:39 | 153   | 0.811    | —           | 71°12′0″ пн. ш. 97°12′0″ зх. д. / 71.20000° пн. ш. 97.20000° зх. д.     | —               | Часткове: північ Тихого океану, Північна Америка, Мексика, східна частина Росії |          | [ 6 ]             |
| 20 березня 2015   | 09:46:47 | 120   | 1.045    | 2 хв 47 с   | 64°24′0″ пн. ш. 6°35′59″ зх. д. / 64.40000° пн. ш. 6.59972° зх. д.      | 463             | Повне: Фарерські острови, Шпіцберген, Північна Атлантика, Північний полюс Часткове: Гренландія, Європа, центральна Азія, західна Росія |          | [ 6 ]             |
| 13 вересня 2015   | 06:55:19 | 125   | 0.788    | —           | 72°5′59″ пд. ш. 2°17′59″ зх. д. / 72.09972° пд. ш. 2.29972° зх. д.      | —               | Часткове: Південна Африка, південь Індійського океану, східна Антарктида |          | [ 6 ]             |
| 9 березня 2016    | 01:58:19 | 130   | 1.045    | 4 хв 09 с   | 10°5′59″ пн. ш. 148°48′0″ сх. д. / 10.09972° пн. ш. 148.80000° сх. д.   | 155             | Повне: Індонезія, Мікронезія, Маршаллові Острови Часткове: Південно-Східна Азія, Корейський півострів, Японія, східна частина Росії, Аляска, північний захід Австралії, Гаваї, Тихий океан |          | [ 6 ]             |
| 1 вересня 2016    | 09:08:02 | 135   | 0.974    | 3 хв 6 с    | 10°41′59″ пд. ш. 37°47′59″ сх. д. / 10.69972° пд. ш. 37.79972° сх. д.   | 100             | Кільцеподібне: Атлантичний океан, центральна Африка, Мадагаскар, Індійський океан Часткове: Африка, Індійський океан |          | [ 6 ]             |
| 26 лютого 2017    | 14:54:33 | 140   | 0.992    | 0 хв 44 с   | 34°42′0″ пд. ш. 31°11′59″ зх. д. / 34.70000° пд. ш. 31.19972° зх. д.    | 31              | Кільцеподібне: південні частини Чилі та Аргентини, Ангола, південний захід провінції Катанга Часткове: південна та Західна Африка, південь Південної Америки, Антарктида |          | [ 6 ]             |
| 21 серпня 2017    | 18:26:40 | 145   | 1.031    | 2 хв 40 с   | 37°0′0″ пн. ш. 87°42′0″ зх. д. / 37.00000° пн. ш. 87.70000° зх. д.      | 115             | Повне: штати Орегон, Айдахо, Вайомінг, Небраска, північний схід штату Канзас, Міссурі, південь штату Іллінойс, західна частина штату Кентуккі, Теннессі, південний захід штату Північна Кароліна, південний схід штату Джорджія, Південна Кароліна Часткове: Північна Америка, Гаваї, Гренландія, Ісландія, Британські острови, Португалія, Центральна Америка, Карибське море, північ Південної Америки |          | [ 6 ]             |
| 15 лютого 2018    | 20:52:33 | 150   | 0.599    | —           | 71°0′0″ пд. ш. 0°36′0″ сх. д. / 71.00000° пд. ш. 0.60000° сх. д.        | —               | Часткове: Антарктида, південь Південної Америки |          | [ 6 ]             |
| 13 липня 2018     | 03:02:16 | 117   | 0.336    | —           | 67°54′0″ пд. ш. 127°24′0″ сх. д. / 67.90000° пд. ш. 127.40000° сх. д.   | —               | Часткове: південна Австралія, Тасманія, Індійський океан, Берег Бадда |          | [ 6 ]             |
| 11 серпня 2018    | 09:47:28 | 155   | 0.737    | —           | 70°24′0″ пн. ш. 174°30′0″ сх. д. / 70.40000° пн. ш. 174.50000° сх. д.   | —               | Часткове: південний схід Канади, Гренландія, Ісландія, Скандинавія, північ Британських островів, Росія, Північна Азія |          | [ 6 ]             |
| 6 січня 2019      | 01:42:38 | 122   | 0.715    | —           | 67°24′0″ пн. ш. 153°35′59″ сх. д. / 67.40000° пн. ш. 153.59972° сх. д.  | —               | Часткове: північний схід Азії, південний захід Аляски, Алеутські острови |          | [ 6 ]             |
| 2 липня 2019      | 19:24:08 | 127   | 1.046    | 4 хв 33 с   | 17°23′59″ пд. ш. 109°0′0″ зх. д. / 17.39972° пд. ш. 109.00000° зх. д.   | 201             | Повне: центральні частині Аргентини і Чилі, Туамоту Часткове: Південна Америка, острів Пасхи, Галапагоські острови, південь Центральної Америки, Полінезія |          | [ 6 ]             |
| 26 грудня 2019    | 05:18:53 | 132   | 0.970    | 3 хв 40 с   | 1°0′0″ пн. ш. 102°17′59″ сх. д. / 1.00000° пн. ш. 102.29972° сх. д.     | 118             | 'Кільцеподібне: північний схід Саудівської Аравії, Бахрейн, Катар, ОАЕ, Оман, Лакшадвіп, південна Індія, Шрі-Ланка, Північна частина острова Суматра, південна частина Малайзії, Сингапур, Борнео, центральна частина Індонезії, Палау, Мікронезія Часткове: Азія, північний захід Австралії, Середній Схід, східна Африка                                                                               |          | [ 6 ]             |
| 21 червня 2020    | 06:41:15 | 137   | 0.994    | 0 хв 38 с   | 30°30′0″ пн. ш. 79°42′0″ сх. д. / 30.50000° пн. ш. 79.70000° сх. д.     | 21              | Кільцеподібне: Конго, Судан, Ефіопія, Еритрея, Ємен, Оман, південний Пакистан, Північна Індія, Нью-Делі, Тибет, Південний Китай, Тайвань Часткове: Азія, південний схід Європи, Африка, Середній Схід, західна Австралія, Північна територія, Кейп-Йорк |          | [ 6 ]             |
| 14 грудня 2020    | 16:14:39 | 142   | 1.025    | 2 хв 10 с   | 40°17′59″ пд. ш. 67°54′0″ зх. д. / 40.29972° пд. ш. 67.90000° зх. д.    | 90              | Повне: південні частини Чилі та Аргентини, Кірибаті, Полінезія Часткове: центральна та південна частини Південної Америки, південний захід Африки, Антарктичний півострів, Земля Елсворта, західна Земля Королеви Мод |          | [ 6 ]             |
| 10 червня 2021    | 10:43:07 | 147   | 0.943    | 3 хв 51 с   | 80°47′59″ пн. ш. 66°47′59″ зх. д. / 80.79972° пн. ш. 66.79972° зх. д.   | 527             | Кільцеподібне: Північна Канада, Гренландія, Росія Часткове: Північна частина Північної Америки, Європа, Азія |          | [ 7 ]             |
| 4 грудня 2021     | 07:34:38 | 152   | 1.037    | 1 хв 54 с   | 76°47′59″ пд. ш. 46°12′0″ зх. д. / 76.79972° пд. ш. 46.20000° зх. д.    | 419             | Повне: Антарктида Часткове: Південна Африка, південь Атлантики |          | [ 7 ]             |
| 30 квітня 2022    | 20:42:36 | 119   | 0.640    | —           | 62°6′0″ пд. ш. 71°30′0″ зх. д. / 62.10000° пд. ш. 71.50000° зх. д.      | —               | Часткове: південний схід Тихого океану, південь Південної Америки |          | [ 7 ]             |
| 25 жовтня 2022    | 11:01:20 | 124   | 0.862    | —           | 61°36′0″ пн. ш. 77°24′0″ сх. д. / 61.60000° пн. ш. 77.40000° сх. д.     | —               | Часткове: Європа, південний схід Африки, Середній Схід, західна Азія |          | [ 7 ]             |
| 20 квітня 2023    | 04:17:56 | 129   | 1.013    | 1 хв 16 с   | 9°35′59″ пд. ш. 125°47′59″ сх. д. / 9.59972° пд. ш. 125.79972° сх. д.   | 49              | Кільцеподібно-повне: Індонезія, Австралія, Папуа Нова Гвінея Часткове: Південно-Східна Азія, Філіппіни, Нова Зеландія |          | [ 7 ]             |
| 14 жовтня 2023    | 18:00:41 | 134   | 0.952    | 5 хв 17 с   | 11°24′0″ пн. ш. 83°5′59″ зх. д. / 11.40000° пн. ш. 83.09972° зх. д.     | 187             | Кільцеподібне: захід США, Центральна Америка, Колумбія, Бразилія Часткове: Північна Америка, центральна Америка, Південна Америка |          | [ 7 ]             |
| 8 квітня 2024     | 18:18:29 | 139   | 1.057    | 4 хв 28 с   | 25°18′0″ пн. ш. 104°5′59″ зх. д. / 25.30000° пн. ш. 104.09972° зх. д.   | 198             | Повне: Мексика, центральна частина США, східна Канада Часткове: Північна Америка, Центральна Америка |          | [ 7 ] [ 8 ] [ 9 ] |
| 2 жовтня 2024     | 18:46:13 | 144   | 0.933    | 7 хв 25 с   | 22°0′0″ пд. ш. 114°30′0″ зх. д. / 22.00000° пд. ш. 114.50000° зх. д.    | 266             | Кільцеподібне: південь Чилі та Аргентини Часткове: Тихий океан, південь Південної Америки |          | [ 7 ]             |
| 29 березня 2025   | 10:48:36 | 149   | 0.938    | —           | 61°6′0″ пн. ш. 77°5′59″ зх. д. / 61.10000° пн. ш. 77.09972° зх. д.      | —               | Часткове: північний захід Африки, Європа, Північна Росія |          | [ 7 ]             |
| 21 вересня 2025   | 19:43:04 | 154   | 0.855    | —           | 60°53′59″ пд. ш. 153°30′0″ сх. д. / 60.89972° пд. ш. 153.50000° сх. д.  | —               | Часткове: Тихий океан, Нова Зеландія, Антарктида |          | [ 7 ]             |
| 17 лютого 2026    | 12:13:06 | 121   | 0.963    | 2 хв 20 с   | 64°42′0″ пд. ш. 86°47′59″ сх. д. / 64.70000° пд. ш. 86.79972° сх. д.    | 616             | Кільцеподібне: Антарктида Часткове: південь Аргентини, Чилі, Південна Африка, Антарктида |          | [ 7 ]             |
| 12 серпня 2026    | 17:47:06 | 126   | 1.039    | 2 хв 18 с   | 65°12′0″ пн. ш. 25°11′59″ зх. д. / 65.20000° пн. ш. 25.19972° зх. д.    | 294             | Повне: Арктика, Гренландія, Ісландія, Іспанія Часткове: північ Північної Америки, Західна Африка, Європа |          | [ 7 ]             |
| 6 лютого 2027     | 16:00:48 | 131   | 0.928    | 7 хв 51 с   | 31°18′0″ пд. ш. 48°30′0″ зх. д. / 31.30000° пд. ш. 48.50000° зх. д.     | 282             | Кільцеподібне: Чилі, Аргентина, Атлантичний океан Часткове: Південна Америка, Антарктида, Західна Африка, Південна Африка |          | [ 7 ]             |
| 2 серпня 2027     | 10:07:50 | 136   | 1.079    | 6 хв 23 с   | 25°30′0″ пн. ш. 33°12′0″ сх. д. / 25.50000° пн. ш. 33.20000° сх. д.     | 258             | Повне: Марокко, Іспанія, Алжир, Лівія, Єгипет, Саудівська Аравія, Ємен, Сомалі Часткове: Африка, Європа, Середній Схід, західна Азія, південна Азія |          | [ 7 ]             |
| 26 січня 2028     | 15:08:59 | 141   | 0.921    | 10 хв 27 с  | 3°0′0″ пн. ш. 51°30′0″ зх. д. / 3.00000° пн. ш. 51.50000° зх. д.        | 323             | Кільцеподібне: Еквадор, Перу, Бразилія, Суринам, Іспанія, Португалія Часткове: схід Північної Америки, Центральна та Південна Америка, західна Європа, північний захід Африки |          | [ 7 ]             |
| 22 липня 2028     | 02:56:40 | 146   | 1.056    | 5 хв 10 с   | 15°35′59″ пд. ш. 126°42′0″ сх. д. / 15.59972° пд. ш. 126.70000° сх. д.  | 230             | Повне: Австралія, Нова Зеландія Часткове: Південно-Східна Азія, схід Індійського океану |          | [ 7 ]             |
| 14 січня 2029     | 17:13:48 | 151   | 0.871    | —           | 63°42′0″ пн. ш. 114°12′0″ зх. д. / 63.70000° пн. ш. 114.20000° зх. д.   | —               | Часткове: Північна Америка, Центральна Америка |          | [ 7 ]             |
| 12 червня 2029    | 04:06:13 | 118   | 0.458    | —           | 66°47′59″ пн. ш. 66°12′0″ зх. д. / 66.79972° пн. ш. 66.20000° зх. д.    | —               | Часткове: Арктика, Скандинавія, Аляска, Північна Азія, північ Канады |          | [ 7 ]             |
| 11 липня 2029     | 15:37:19 | 156   | 0.230    | —           | 64°17′59″ пд. ш. 85°35′59″ зх. д. / 64.29972° пд. ш. 85.59972° зх. д.   | —               | Часткове: південь Чилі, південь Аргентини |          | [ 7 ]             |
| 5 грудня 2029     | 15:03:58 | 123   | 0.891    | —           | 67°30′0″ пд. ш. 135°41′59″ сх. д. / 67.50000° пд. ш. 135.69972° сх. д.  | —               | Часткове: південь Чилі, південь Аргентини, Антарктида |          | [ 7 ]             |
| 1 червня 2030     | 06:29:13 | 128   | 0.944    | 5 хв 21 с   | 56°30′0″ пн. ш. 80°5′59″ сх. д. / 56.50000° пн. ш. 80.09972° сх. д.     | 250             | Кільцеподібне: Алжир, Туніс, Греція, Туреччина, Росія, Північний Китай, Японія Часткове: Європа, Північна Африка, Середній Схід, Азія, Арктика, Аляска |          | [ 7 ]             |
| 25 листопада 2030 | 06:51:37 | 133   | 1.047    | 3 хв 44 с   | 43°36′0″ пд. ш. 71°12′0″ сх. д. / 43.60000° пд. ш. 71.20000° сх. д.     | 169             | Повне: Ботсвана, Південна Африка, Австралія Часткове: Південна Африка, південний схід Індійського океану, Австралія, Антарктида |          | [ 7 ]             |
| 21 травня 2031    | 07:16:04 | 138   | 0.959    | 05 хв 26 с  | 8°54′0″ пн. ш. 71°42′0″ сх. д. / 8.90000° пн. ш. 71.70000° сх. д.       | 152             | Кільцеподібне: Ангола, Республіка Конго, Замбія, Танзанія, південь Індійського океану, Малайзія, Індонезія Часткове: Африка, південна Азія, Австралія |          | [ 10 ]            |
| 14 листопада 2031 | 21:07:31 | 143   | 1.011    | 1 хв 08 с   | 0°36′0″ пд. ш. 137°35′59″ зх. д. / 0.60000° пд. ш. 137.59972° зх. д.    | 38              | Кільцеподібно-повне: Тихий океан, Панама Часткове: південь США, Центральна Америка, північний захід Південної Америки |          | [ 10 ]            |
| 9 травня 2032     | 13:26:42 | 148   | 0.996    | 0 хв 22 с   | 51°17′59″ пд. ш. 7°5′59″ зх. д. / 51.29972° пд. ш. 7.09972° зх. д.      | 44              | Кільцеподібне: південь Атлантичного океану Часткове: південь Південної Америки, Південна Африка |          | [ 10 ]            |
| 3 листопада 2032  | 05:34:13 | 153   | 0.855    | —           | 70°24′0″ пн. ш. 132°35′59″ сх. д. / 70.40000° пн. ш. 132.59972° сх. д.  | —               | Часткове: Азія |          | [ 10 ]            |
| 30 березня 2033   | 18:02:36 | 120   | 1.046    | 2 хв 37 с   | 71°17′59″ пн. ш. 155°48′0″ зх. д. / 71.29972° пн. ш. 155.80000° зх. д.  | 781             | Повне: східна Росія, Аляска Часткове: Північна Америка |          | [ 10 ]            |
| 23 вересня 2033   | 13:54:31 | 125   | 0.689    | —           | 72°12′0″ пд. ш. 121°12′0″ зх. д. / 72.20000° пд. ш. 121.20000° зх. д.   | —               | Часткове: південь Південної Америки, Антарктида |          | [ 10 ]            |
| 20 березня 2034   | 10:18:45 | 130   | 1.046    | 4 хв 09 с   | 16°6′0″ пн. ш. 22°11′59″ сх. д. / 16.10000° пн. ш. 22.19972° сх. д.     | 159             | Повне: Нігерія, Камерун, Чад, Судан, Єгипет, Саудівська Аравія, Іран, Афганістан, Пакистан, Індія, Китай Часткове: Африка, Європа, західна Азія |          | [ 10 ]            |
| 12 вересня 2034   | 16:19:28 | 135   | 0.974    | 2 хв 58 с   | 18°11′59″ пд. ш. 72°35′59″ зх. д. / 18.19972° пд. ш. 72.59972° зх. д.   | 102             | Кільцеподібне: Чилі, Болівія, Аргентина, Парагвай, Бразилія Часткове: Центральна Америка, Південна Америка |          | [ 10 ]            |
| 9 березня 2035    | 23:05:54 | 140   | 0.992    | 0 хв 48 с   | 29°0′0″ пд. ш. 154°54′0″ зх. д. / 29.00000° пд. ш. 154.90000° зх. д.    | 31              | Кільцеподібне: Нова Зеландія, Тихий океан Часткове: Австралія, Мексика, Антарктида |          | [ 10 ]            |
| 2 вересня 2035    | 01:56:46 | 145   | 1.032    | 2 хв 54 с   | 29°6′0″ пн. ш. 158°0′0″ сх. д. / 29.10000° пн. ш. 158.00000° сх. д.     | 116             | Повне: Китай, Корейський півострів, Японія, Тихий океан Часткове: східна Азія, Тихий океан |          | [ 10 ]            |
| 27 лютого 2036    | 04:46:49 | 150   | 0.629    | —           | 71°35′59″ пд. ш. 131°24′0″ зх. д. / 71.59972° пд. ш. 131.40000° зх. д.  | —               | Часткове: Антарктида, південна Австралія, Нова Зеландія |          | [ 10 ]            |
| 23 липня 2036     | 10:32:06 | 117   | 0.199    | —           | 68°54′0″ пд. ш. 3°36′0″ сх. д. / 68.90000° пд. ш. 3.60000° сх. д.       | —               | Часткове: південь Атлантичного океану |          | [ 10 ]            |
| 21 серпня 2036    | 17:25:45 | 155   | 0.862    | —           | 71°5′59″ пн. ш. 47°0′0″ сх. д. / 71.09972° пн. ш. 47.00000° сх. д.      | —               | Часткове: Аляска, Канада, Арктика, західна Європа, північний захід Африки |          | [ 10 ]            |
| 16 січня 2037     | 09:48:55 | 122   | 0.705    | —           | 68°30′0″ пн. ш. 20°48′0″ сх. д. / 68.50000° пн. ш. 20.80000° сх. д.     | —               | Часткове: Північна Африка, Європа, м, західна Азія |          | [ 10 ]            |
| 13 липня 2037     | 02:40:36 | 127   | 1.041    | 3 хв 58 с   | 24°48′0″ пд. ш. 139°5′59″ сх. д. / 24.80000° пд. ш. 139.09972° сх. д.   | 201             | Повне: Австралія, Нова Зеландія Часткове: Австралія, Тихий океан |          | [ 10 ]            |
| 5 січня 2038      | 13:47:11 | 132   | 0.973    | 3 хв 18 с   | 2°6′0″ пн. ш. 25°23′59″ зх. д. / 2.10000° пн. ш. 25.39972° зх. д.       | 107             | Кільцеподібне: Куба, Домініканська Республіка, Кот-д’Івуар, Гана, Нігер, Чад, Єгипет Часткове: схід Північної Америки, північ Південної Америки, Атлантичний океан, Африка, Європа |          | [ 10 ]            |
| 2 липня 2038      | 13:32:55 | 137   | 0.991    | 1 хв 00 с   | 25°23′59″ пн. ш. 21°53′59″ зх. д. / 25.39972° пн. ш. 21.89972° зх. д.   | 31              | Кільцеподібне: Колумбія, Венесуела, Кенія, Мавританія, Марокко, Малі, Нігер, Судан, Ефіопія, Чад, Часткове: Північна Америка, Центральна Америка, Південна Америка, Африка, Європа, Середній Схід |          | [ 10 ]            |
| 26 грудня 2038    | 01:00:10 | 142   | 1.027    | 2 хв 18 с   | 40°17′59″ пд. ш. 164°0′0″ сх. д. / 40.29972° пд. ш. 164.00000° сх. д.   | 95              | Повне: Австралія, Нова Зеландія, південь Тихого океану Часткове: Південно-Східна Азія, Австралія, Нова Зеландія, південь Тихого океану, Антарктида |          | [ 10 ]            |
| 21 червня 2039    | 17:12:54 | 147   | 0.945    | 4 хв 05 с   | 78°54′0″ пн. ш. 102°5′59″ зх. д. / 78.90000° пн. ш. 102.09972° зх. д.   | 365             | Кільцеподібне: Аляска, Північна Канада, Норвегія, Швеція, Фінляндія, Естонія, Росія Часткове: Північна Америка, західна Європа |          | [ 10 ]            |
| 15 грудня 2039    | 16:23:46 | 152   | 1.036    | 1 хв 51 с   | 80°54′0″ пд. ш. 172°48′0″ сх. д. / 80.90000° пд. ш. 172.80000° сх. д.   | 380             | Повне: Антарктида Часткове: південь Південної Америки |          | [ 10 ]            |
| 11 травня 2040    | 03:43:02 | 119   | 0.531    | —           | 62°47′59″ пд. ш. 174°24′0″ сх. д. / 62.79972° пд. ш. 174.40000° сх. д.  | —               | Часткове: Австралія, Нова Зеландія, Антарктида |          | [ 10 ]            |
| 4 листопада 2040  | 19:09:02 | 124   | 0.807    | —           | 62°12′0″ пн. ш. 53°23′59″ зх. д. / 62.20000° пн. ш. 53.39972° зх. д.    | —               | Часткове: Північна Америка, Центральна Америка |          | [ 10 ]            |
| 30 квітня 2041    | 11:52:21 | 129   | 1.019    | 1 хв 51 с   | 9°35′59″ пд. ш. 12°11′59″ сх. д. / 9.59972° пд. ш. 12.19972° сх. д.     | 72              | Повне: Ангола, Республіка Конго, Уганда, Кенія, Сомалі Часткове: Бразилія, Африка, Середній Схід |          | [ 11 ]            |
| 25 жовтня 2041    | 01:36:22 | 134   | 0.947    | 6 хв 07 с   | 9°54′0″ пн. ш. 162°54′0″ сх. д. / 9.90000° пн. ш. 162.90000° сх. д.     | 213             | Кільцеподібне: Монголія, Китай, Корейський півострів, Японія, Тихий океан Часткове: східна Азія, Тихий океан |          | [ 11 ]            |
| 20 квітня 2042    | 02:17:30 | 139   | 1.061    | 4 хв 51 с   | 27°0′0″ пн. ш. 137°18′0″ сх. д. / 27.00000° пн. ш. 137.30000° сх. д.    | 210             | Повне: Малайзія, Індонезія, Філіппіни, північ Тихого океану Часткове: східна та Південно-Східна Азія, Австралія, Тихий океан |          | [ 11 ]            |
| 14 жовтня 2042    | 02:00:42 | 144   | 0.930    | 7 хв 44 с   | 23°41′59″ пд. ш. 137°48′0″ сх. д. / 23.69972° пд. ш. 137.80000° сх. д.  | 273             | Кільцеподібне: Таїланд, Малайзія, Індонезія, Австралія, Нова Зеландія Часткове: Південно-Східна Азія, південь Тихого океану, Антарктида |          | [ 11 ]            |
| 9 квітня 2043     | 18:57:49 | 149   | 1.010    | —           | 61°17′59″ пн. ш. 152°0′0″ сх. д. / 61.29972° пн. ш. 152.00000° сх. д.   | —               | Повне: північний схід Росії Часткове: північ Північної Америки, північний схід Азії |          | [ 11 ]            |
| 3 жовтня 2043     | 03:01:49 | 154   | 0.950    | —           | 61°0′0″ пд. ш. 35°17′59″ сх. д. / 61.00000° пд. ш. 35.29972° сх. д.     | —               | Кільцеподібне: південь Індійського океану Часткове: Антарктида, південний захід Австралії, Індійський океан |          | [ 11 ]            |
| 28 лютого 2044    | 20:24:40 | 121   | 0.960    | 2 хв 27 с   | 62°12′0″ пд. ш. 25°36′0″ зх. д. / 62.20000° пд. ш. 25.60000° зх. д.     | —               | Кільцеподібне: південь Атлантичного океану Часткове: Антарктида, Південна Америка |          | [ 11 ]            |
| 23 серпня 2044    | 01:17:02 | 126   | 1.036    | 2 хв 04 с   | 64°17′59″ пн. ш. 120°24′0″ зх. д. / 64.29972° пн. ш. 120.40000° зх. д.  | 453             | Повне: Гренландія, Північна Канада, Монтана, Північна Дакота Часткове: Північна Азія, захід Північної Америки, Гренландія |          | [ 11 ]            |
| 16 лютого 2045    | 23:56:07 | 131   | 0.928    | 7 хв 47 с   | 28°18′0″ пд. ш. 166°11′59″ зх. д. / 28.30000° пд. ш. 166.19972° зх. д.  | 281             | Кільцеподібне: Нова Зеландія, Тихий океан Часткове: Австралія, Гаваї |          | [ 11 ]            |
| 12 серпня 2045    | 17:42:39 | 136   | 1.077    | 6 хв 06 с   | 25°53′59″ пн. ш. 78°30′0″ зх. д. / 25.89972° пн. ш. 78.50000° зх. д.    | 256             | Повне: південь США, Гаїти, Домініканська Республіка, Венесуела, Гаяна, Французька Гвіана, Суринам, Бразилія Часткове: Північна Америка, Центральна Америка, Південна Америка, Західна Африка |          | [ 11 ]            |
| 5 лютого 2046     | 23:06:26 | 141   | 0.923    | 9 хв 42 с   | 4°47′59″ пн. ш. 171°24′0″ зх. д. / 4.79972° пн. ш. 171.40000° зх. д.    | 310             | Кільцеподібне: Папуа — Нова Гвінея, Гаваї, Каліфорнія, Орегон, Айдахо Часткове: Австралія, захід США |          | [ 11 ]            |
| 2 серпня 2046     | 10:21:13 | 146   | 1.053    | 4 хв 51 с   | 12°41′59″ пд. ш. 15°11′59″ сх. д. / 12.69972° пд. ш. 15.19972° сх. д.   | 206             | Повне: Бразилія, Ангола, схід Намібії, Ботсвана, Південна Африка, Свазіленд, південний Мозамбік Часткове: Африка |          | [ 11 ]            |
| 26 січня 2047     | 01:33:18 | 151   | 0.891    | —           | 62°53′59″ пн. ш. 111°42′0″ сх. д. / 62.89972° пн. ш. 111.70000° сх. д.  | —               | Часткове: схід Азії, Аляска |          | [ 11 ]            |
| 23 червня 2047    | 10:52:31 | 118   | 0.313    | —           | 65°47′59″ пн. ш. 178°0′0″ зх. д. / 65.79972° пн. ш. 178.00000° зх. д.   | —               | Часткове: Північна Канада, Гренландія, північний схід Азії |          | [ 11 ]            |
| 22 липня 2047     | 22:36:17 | 156   | 0.361    | —           | 63°23′59″ пд. ш. 160°11′59″ сх. д. / 63.39972° пд. ш. 160.19972° сх. д. | —               | Часткове: південний схід Австралії, Нова Зеландія |          | [ 11 ]            |
| 16 грудня 2047    | 23:50:12 | 123   | 0.882    | —           | 66°24′0″ пд. ш. 6°35′59″ зх. д. / 66.40000° пд. ш. 6.59972° зх. д.      | —               | Часткове: Антарктида, південь Чилі, південь Аргентини |          | [ 11 ]            |
| 11 червня 2048    | 12:58:53 | 128   | 0.944    | 4 хв 58 с   | 63°42′0″ пн. ш. 11°30′0″ зх. д. / 63.70000° пн. ш. 11.50000° зх. д.     | 272             | Кільцеподібне: Середній Захід, Квебек, Онтаріо, Гренландія, Ісландія, Норвегія, Швеція, Росія, Афганістан Часткове: Північна Америка, Карибська море, Північна Африка, Європа, західна Азія |          | [ 11 ]            |
| 5 грудня 2048     | 15:35:27 | 133   | 1.044    | 3 хв 28 с   | 46°6′0″ пд. ш. 56°23′59″ зх. д. / 46.10000° пд. ш. 56.39972° зх. д.     | 160             | Повне: Чилі, Аргентина, Намібія, Ботсвана Часткове: південь Південної Америки, південний захід Африки |          | [ 11 ]            |
| 31 травня 2049    | 13:59:59 | 138   | 0.963    | 4 хв 45 с   | 15°18′0″ пн. ш. 29°53′59″ зх. д. / 15.30000° пн. ш. 29.89972° зх. д.    | 134             | Кільцеподібне: Перу, Еквадор, Колумбія, Венесуела, Гаяна, Сенегал, Малі, Буркіна-Фасо, Гана, Нігерія Часткове: південний схід США, Центральна Америка, Південна Америка, Африка, південна Європа |          | [ 11 ]            |
| 25 листопада 2049 | 05:33:48 | 143   | 1.006    | 0 хв 38 с   | 3°47′59″ пд. ш. 95°12′0″ сх. д. / 3.79972° пд. ш. 95.20000° сх. д.      | 21              | Кільцеподібно-повне: Саудівська Аравія, Ємен, Малайзія, Індонезія Часткове: східна Африка, південна Азія, Австралія |          | [ 11 ]            |
| 20 травня 2050    | 20:42:50 | 148   | 1.004    | 0 хв 21 с   | 40°6′0″ пд. ш. 123°42′0″ зх. д. / 40.10000° пд. ш. 123.70000° зх. д.    | 27              | Кільцеподібно-повне: південь Тихого океану Часткове: Нова Зеландія, південний захід Південної Америки |          | [ 11 ]            |
| 14 листопада 2050 | 13:30:53 | 153   | 0.887    | —           | 69°30′0″ пн. ш. 1°0′0″ сх. д. / 69.50000° пн. ш. 1.00000° сх. д.        | —               | Часткове: північний схід США, східна Канада, Північна Африка, Європа |          | [ 11 ]            |
| 11 квітня 2051    | 02:10:39 | 120   | 0.985    | —           | 71°35′59″ пн. ш. 32°12′0″ сх. д. / 71.59972° пн. ш. 32.20000° сх. д.    | —               | Часткове: Азія, Аляска, Канада, Гренландія |          | [ 12 ]            |
| 4 жовтня 2051     | 21:02:14 | 125   | 0.602    | —           | 72°0′0″ пд. ш. 117°42′0″ сх. д. / 72.00000° пд. ш. 117.70000° сх. д.    | —               | Часткове: Антарктида, Австралія, Нова Зеландія |          | [ 12 ]            |
| 30 березня 2052   | 18:31:53 | 130   | 1.047    | 4 хв 08 с   | 22°23′59″ пн. ш. 102°30′0″ зх. д. / 22.39972° пн. ш. 102.50000° зх. д.  | 164             | Повне: центральна частина Тихого океану, Мексика, США, центральна частина Атлантичного океану Часткове: Центральна та Північна Америка, північ Південної Америки |          | [ 12 ]            |
| 22 вересня 2052   | 23:39:10 | 135   | 0.973    | 2 хв 51 с   | 25°41′59″ пд. ш. 175°0′0″ сх. д. / 25.69972° пд. ш. 175.00000° сх. д.   | 106             | Кільцеподібне: Австралія, південь Тихого океану Часткове: Нова Зеландія, Антарктида |          | [ 12 ]            |
| 20 березня 2053   | 07:08:19 | 140   | 0.992    | 0 хв 50 с   | 23°0′0″ пд. ш. 83°0′0″ сх. д. / 23.00000° пд. ш. 83.00000° сх. д.       | 31              | Кільцеподібне: центральна частина Індійського океану, Індонезія Часткове: Африка, Австралія, Антарктида |          | [ 12 ]            |
| 12 вересня 2053   | 09:34:09 | 145   | 1.033    | 3 хв 04 с   | 21°30′0″ пн. ш. 41°42′0″ сх. д. / 21.50000° пн. ш. 41.70000° сх. д.     | 116             | Повне: Марокко, Алжир, Туніс, Лівія, Єгипет, Саудівська Аравія, Індонезія Часткове: Гренландія, Африка, Європа, Азія |          | [ 12 ]            |
| 9 березня 2054    | 12:33:40 | 150   | 0.668    | —           | 72°0′0″ пд. ш. 97°54′0″ сх. д. / 72.00000° пд. ш. 97.90000° сх. д.      | —               | Часткове: Антарктида, Південна Африка, Мадагаскар, Чилі |          | [ 12 ]            |
| 3 серпня 2054     | 18:04:02 | 117   | 0.066    | —           | 69°47′59″ пд. ш. 121°17′59″ зх. д. / 69.79972° пд. ш. 121.29972° зх. д. | —               | Часткове: Антарктида |          | [ 12 ]            |
| 2 вересня 2054    | 01:09:34 | 155   | 0.979    | —           | 71°42′0″ пн. ш. 82°17′59″ зх. д. / 71.70000° пн. ш. 82.29972° зх. д.    | —               | Часткове: Азія, США, Канада, Гренландія |          | [ 12 ]            |
| 27 січня 2055     | 17:54:05 | 122   | 0.693    | —           | 69°30′0″ пн. ш. 112°12′0″ зх. д. / 69.50000° пн. ш. 112.20000° зх. д.   | —               | Часткове: Канада, США, Мексика, Куба |          | [ 12 ]            |
| 24 липня 2055     | 09:57:50 | 127   | 1.036    | 3 хв 17 с   | 33°17′59″ пд. ш. 25°48′0″ сх. д. / 33.29972° пд. ш. 25.80000° сх. д.    | 202             | Повне: Південна Африка Часткове: Африка, Антарктида |          | [ 12 ]            |
| 16 січня 2056     | 22:16:45 | 132   | 0.976    | 2 хв 52 с   | 3°53′59″ пн. ш. 153°30′0″ зх. д. / 3.89972° пн. ш. 153.50000° зх. д.    | 95              | Кільцеподібне: центральна частина Тихого океану, Мексика Часткове: Нова Зеландія, захід Північної Америки |          | [ 12 ]            |
| 12 липня 2056     | 20:21:59 | 137   | 0.988    | 1 хв 26 с   | 19°23′59″ пн. ш. 123°42′0″ зх. д. / 19.39972° пн. ш. 123.70000° зх. д.  | 43              | Кільцеподібне: центральна частина Тихого океану, Колумбія, Еквадор, Перу, Бразилія Часткове: південь Північної Америки, Центральна Америка, північ Південної Америки |          | [ 12 ]            |
| 5 січня 2057      | 09:47:52 | 142   | 1.029    | 2 хв 29 с   | 39°12′0″ пд. ш. 35°12′0″ сх. д. / 39.20000° пд. ш. 35.20000° сх. д.     | 102             | Повне: південна частина Атлантичного океану, південна частина Індійського океану Часткове: Африка, Антарктида, Австралія |          | [ 12 ]            |
| 1 липня 2057      | 23:40:15 | 147   | 0.946    | 4 хв 23 с   | 71°30′0″ пн. ш. 176°11′59″ зх. д. / 71.50000° пн. ш. 176.19972° зх. д.  | 298             | Кільцеподібне: Китай, Монголія, Росія, Канада, США Часткове: Азія, Північна Америка |          | [ 12 ]            |
| 26 грудня 2057    | 01:14:35 | 152   | 1.035    | 1 хв 50 с   | 84°54′0″ пд. ш. 21°48′0″ сх. д. / 84.90000° пд. ш. 21.80000° сх. д.     | 355             | Повне: Антарктида Часткове: Австралія |          | [ 12 ]            |
| 22 травня 2058    | 10:39:25 | 119   | 0.414    | —           | 63°30′0″ пд. ш. 61°6′0″ сх. д. / 63.50000° пд. ш. 61.10000° сх. д.      | —               | Часткове: Південна Африка, Мадагаскар |          | [ 12 ]            |
| 21 червня 2058    | 00:19:35 | 157   | 0.126    | —           | 65°54′0″ пн. ш. 9°54′0″ сх. д. / 65.90000° пн. ш. 9.90000° сх. д.       | —               | Часткове: Росія, Гренландія, Норвегія, Швеція, Фінляндія |          | [ 12 ]            |
| 16 листопада 2058 | 03:23:07 | 124   | 0.764    | —           | 62°53′59″ пн. ш. 174°11′59″ сх. д. / 62.89972° пн. ш. 174.19972° сх. д. | —               | Часткове: Росія, Китай, Монголія, Японія |          | [ 12 ]            |
| 11 травня 2059    | 19:22:16 | 129   | 1.024    | 2 хв 23 с   | 10°41′59″ пд. ш. 100°24′0″ зх. д. / 10.69972° пд. ш. 100.40000° зх. д.  | 95              | Повне: центральна частина Тихого океану, Еквадор, Перу, Бразилія Часткове: Північна Америка, Центральна Америка, Південна Америка |          | [ 12 ]            |
| 5 листопада 2059  | 09:18:15 | 134   | 0.942    | 7 хв 00 с   | 8°41′59″ пн. ш. 47°6′0″ сх. д. / 8.69972° пн. ш. 47.10000° сх. д.       | 238             | Кільцеподібне: Франція, Лівія, Єгипет, Судан, Ефіопія, Еритрея, Сомалі, Індонезія Часткове: Африка, Європа, Азія |          | [ 12 ]            |
| 30 квітня 2060    | 10:10:00 | 139   | 1.066    | 5 хв 15 с   | 28°0′0″ пн. ш. 20°53′59″ сх. д. / 28.00000° пн. ш. 20.89972° сх. д.     | 222             | Повне: Кот-д’Івуар, Гана, Того, Бенін, Нігерія, Нігер, Чад, Лівія, Єгипет, Туреччина, Казахстан, Росія, Узбекистан Часткове: Африка, Азія |          | [ 12 ]            |
| 24 жовтня 2060    | 09:24:10 | 144   | 0.928    | 8 хв 06 с   | 25°48′0″ пд. ш. 28°6′0″ сх. д. / 25.80000° пд. ш. 28.10000° сх. д.      | 281             | Кільцеподібне: Гвінея, Сьєрра-Леоне, Ліберія, Кот-д’Івуар, Ангола, Намібія, Ботсвана, Південна Африка Часткове: Африка, Антарктида, Південна Америка |          | [ 12 ]            |
| 20 квітня 2061    | 02:56:49 | 149   | 1.048    | 2 хв 37 с   | 64°30′0″ пн. ш. 59°12′0″ сх. д. / 64.50000° пн. ш. 59.20000° сх. д.     | 539             | Повне: Казахстан, Росія Часткове: Азія, Середній Схід, Північна Америка |          | [ 13 ]            |
| 13 жовтня 2061    | 10:32:10 | 154   | 0.947    | 3 хв 41 с   | 62°6′0″ пд. ш. 54°23′59″ зх. д. / 62.10000° пд. ш. 54.39972° зх. д.     | 743             | Кільцеподібне: Антарктида, Аргентина, Чилі Часткове: Південна Америка |          | [ 13 ]            |
| 11 березня 2062   | 04:26:16 | 121   | 0.933    | —           | 61°0′0″ пд. ш. 147°5′59″ зх. д. / 61.00000° пд. ш. 147.09972° зх. д.    | —               | Часткове: Антарктида, Австралія, Нова Зеландія |          | [ 13 ]            |
| 3 вересня 2062    | 08:54:27 | 126   | 0.975    | —           | 61°17′59″ пн. ш. 150°18′0″ сх. д. / 61.29972° пн. ш. 150.30000° сх. д.  | —               | Часткове: Гренландія, Європа, Азія |          | [ 13 ]            |
| 28 лютого 2063    | 07:43:30 | 131   | 0.929    | 7 хв 41 с   | 25°11′59″ пд. ш. 77°42′0″ сх. д. / 25.19972° пд. ш. 77.70000° сх. д.    | 280             | Кільцеподібне: Індійський океан, Індонезія, Малайзія, о. Мінданао, Філіппіни Часткове: Африка, Індія, Південно-Східна Азія, Філіппіни, Антарктида, Австралія |          | [ 13 ]            |
| 24 серпня 2063    | 01:22:11 | 136   | 1.075    | 5 хв 49 с   | 25°36′0″ пн. ш. 168°24′0″ сх. д. / 25.60000° пн. ш. 168.40000° сх. д.   | 252             | Повне: Китай, Монголія, Японія, центральна частина Тихого океану Часткове: Азія, центральна частина Тихого океану |          | [ 13 ]            |
| 17 лютого 2064    | 07:00:23 | 141   | 0.926    | 8 хв 56 с   | 7°0′0″ пн. ш. 69°42′0″ сх. д. / 7.00000° пн. ш. 69.70000° сх. д.        | 295             | Кільцеподібне: Конго, Замбія, Танзанія, Індія, Непал, Бангладеш, Бутан, Китай Часткове: Африка, Азія |          | [ 13 ]            |
| 12 серпня 2064    | 17:46:06 | 146   | 1.049    | 4 хв 28 с   | 10°54′0″ пд. ш. 96°0′0″ зх. д. / 10.90000° пд. ш. 96.00000° зх. д.      | 184             | Повне: центральна частина Тихого океану, Чилі, Аргентина Часткове: Південна Америка, Центральна Америка, Мексика, Антарктида |          | [ 13 ]            |
| 5 лютого 2065     | 09:52:26 | 151   | 0.912    | —           | 62°12′0″ пн. ш. 21°53′59″ зх. д. / 62.20000° пн. ш. 21.89972° зх. д.    | —               | Часткове: Північна Америка, Європа, західна Азія |          | [ 13 ]            |
| 3 липня 2065      | 17:33:52 | 118   | 0.164    | —           | 64°47′59″ пн. ш. 71°54′0″ сх. д. / 64.79972° пн. ш. 71.90000° сх. д.    | —               | Часткове: Північна Європа, Північна частина Росії |          | [ 13 ]            |
| 2 серпня 2065     | 05:34:17 | 156   | 0.490    | —           | 62°42′0″ пд. ш. 46°30′0″ сх. д. / 62.70000° пд. ш. 46.50000° сх. д.     | —               | Часткове: Антарктида, Південна Африка, Мадагаскар |          | [ 13 ]            |
| 27 грудня 2065    | 08:39:56 | 123   | 0.877    | —           | 65°24′0″ пд. ш. 149°11′59″ зх. д. / 65.40000° пд. ш. 149.19972° зх. д.  | —               | Часткове: Чилі, Аргентина, Антарктида, Австралія |          | [ 13 ]            |
| 22 червня 2066    | 19:25:48 | 128   | 0.943    | 4 хв 40 с   | 70°5′59″ пн. ш. 96°24′0″ зх. д. / 70.09972° пн. ш. 96.40000° зх. д.     | 309             | Кільцеподібне: Росія, Аляска, Канада Часткове: Північна Америка, Північна Європа, Північна Азія |          | [ 13 ]            |
| 17 грудня 2066    | 00:23:40 | 133   | 1.042    | 3 хв 14 с   | 47°23′59″ пд. ш. 175°48′0″ сх. д. / 47.39972° пд. ш. 175.80000° сх. д.  | 152             | Повне: Австралія, Нова Зеландія, південна частина Тихого океану Часткове: Австралія, Антарктида, Нова Зеландія |          | [ 13 ]            |
| 11 червня 2067    | 20:42:26 | 138   | 0.967    | 4 хв 05 с   | 21°0′0″ пн. ш. 130°11′59″ зх. д. / 21.00000° пн. ш. 130.19972° зх. д.   | 119             | Кільцеподібне: центральна частина Тихого океану, Еквадор, Перу Часткове: Північна Америка, Південна Америка |          | [ 13 ]            |
| 6 грудня 2067     | 14:03:43 | 143   | 1.001    | 0 хв 8 с    | 6°0′0″ пд. ш. 32°23′59″ зх. д. / 6.00000° пд. ш. 32.39972° зх. д.       | 4               | Кільцеподібно-повне: Гондурас, Нікарагуа, Колумбія, Венесуела, Гаяна, Бразилія, Нігерія, Камерун, Чад, Судан Часткове: Північна Америка, Південна Америка, Африка, південна Європа |          | [ 13 ]            |
| 31 травня 2068    | 03:56:39 | 148   | 1.011    | 1 хв 06 с   | 31°0′0″ пд. ш. 123°12′0″ сх. д. / 31.00000° пд. ш. 123.20000° сх. д.    | 63              | Повне: Австралія, Нова Зеландія Часткове: Індія, Австралія, Антарктида |          | [ 13 ]            |
| 24 листопада 2068 | 21:32:30 | 153   | 0.911    | —           | 68°30′0″ пн. ш. 131°5′59″ зх. д. / 68.50000° пн. ш. 131.09972° зх. д.   | —               | Часткове: Північна Америка, Росія |          | [ 13 ]            |
| 21 квітня 2069    | 10:11:09 | 120   | 0.899    | —           | 71°0′0″ пн. ш. 101°17′59″ зх. д. / 71.00000° пн. ш. 101.29972° зх. д.   | —               | Часткове: Європа, Азія, Північна Африка, Північна Америка |          | [ 13 ]            |
| 20 травня 2069    | 17:53:18 | 158   | 0.088    | —           | 68°47′59″ пд. ш. 69°54′0″ зх. д. / 68.79972° пд. ш. 69.90000° зх. д.    | —               | Часткове: Південна Америка, Антарктида |          | [ 13 ]            |
| 15 жовтня 2069    | 04:19:56 | 125   | 0.530    | —           | 71°35′59″ пд. ш. 5°30′0″ зх. д. / 71.59972° пд. ш. 5.50000° зх. д.      | —               | Часткове: Антарктида |          | [ 13 ]            |
| 11 квітня 2070    | 02:36:09 | 130   | 1.047    | 4 хв 04 с   | 29°6′0″ пн. ш. 135°5′59″ сх. д. / 29.10000° пн. ш. 135.09972° сх. д.    | 168             | Повне: Шрі-Ланка, М'янма, Таїланд, Лаос, В'єтнам, Філіппіни Часткове: Азія, Південно-Східна Азія, Аляска, Канада |          | [ 13 ]            |
| 4 жовтня 2070     | 07:08:57 | 135   | 0.973    | 2 хв 44 с   | 29°6′0″ пн. ш. 135°5′59″ сх. д. / 29.10000° пн. ш. 135.09972° сх. д.    | 110             | Кільцеподібне: Ангола, Замбія, Зімбабве, Мозамбік, Мадагаскар Часткове: Африка, Антарктида, Австралія |          | [ 13 ]            |
| 31 березня 2071   | 15:01:06 | 140   | 0.992    | 0 хв 52 с   | 16°41′59″ пд. ш. 37°0′0″ зх. д. / 16.69972° пд. ш. 37.00000° зх. д.     | 31              | Кільцеподібне: Чилі, Аргентина, Парагвай, Бразилія, Республіка Конго Часткове: Південна Америка, Африка, Антарктида |          | [ 14 ]            |
| 23 вересня 2071   | 17:20:28 | 145   | 1.033    | 3 хв 11 с   | 14°11′59″ пн. ш. 76°42′0″ зх. д. / 14.19972° пн. ш. 76.70000° зх. д.    | 116             | Повне: Мексика, Колумбія, Венесуела, Гаяна, Суринам, Французька Гвіана, Бразилія Часткове: Північна Америка, Південна Америка, Африка |          | [ 14 ]            |
| 19 березня 2072   | 20:10:31 | 150   | 0.720    | —           | 72°12′0″ пд. ш. 30°23′59″ зх. д. / 72.20000° пд. ш. 30.39972° зх. д.    | —               | Часткове: Антарктида, Південна Америка |          | [ 14 ]            |
| 12 вересня 2072   | 08:59:20 | 155   | 1.056    | 3 хв 13 с   | 69°47′59″ пн. ш. 102°0′0″ сх. д. / 69.79972° пн. ш. 102.00000° сх. д.   | 732             | Повне: Сибір Часткове: Гренландія, Європа, Азія |          | [ 14 ]            |
| 7 лютого 2073     | 01:55:59 | 122   | 0.677    | —           | 70°30′0″ пн. ш. 114°54′0″ сх. д. / 70.50000° пн. ш. 114.90000° сх. д.   | —               | Часткове: Азія, Аляска |          | [ 14 ]            |
| 3 серпня 2073     | 17:15:23 | 127   | 1.029    | 2 хв 29 с   | 43°12′0″ пд. ш. 89°24′0″ зх. д. / 43.20000° пд. ш. 89.40000° зх. д.     | 206             | Повне: Чилі, Аргентина Часткове: Південна Америка, Антарктида |          | [ 14 ]            |
| 27 січня 2074     | 06:44:15 | 132   | 0.980    | 2 хв 21 с   | 6°35′59″ пн. ш. 78°47′59″ сх. д. / 6.59972° пн. ш. 78.79972° сх. д.     | 79              | Кільцеподібне: Судан, Ефіопія, Сомалі, Шрі-Ланка, М'янма, Таїланд, Лаос, В'єтнам, Китай, Японія Часткове: Африка, Азія, Індія |          | [ 14 ]            |
| 24 липня 2074     | 03:10:32 | 137   | 0.984    | 1 хв 57 с   | 12°48′0″ пн. ш. 133°41′59″ сх. д. / 12.80000° пн. ш. 133.69972° сх. д.  | 58              | Кільцеподібне: Таїланд, Камбоджа, В'єтнам, Філіппіни Часткове: Азія, Індія, Австралія, Нова Зеландія |          | [ 14 ]            |
| 16 січня 2075     | 18:36:04 | 142   | 1.031    | 2 хв 42 с   | 37°12′0″ пд. ш. 94°5′59″ зх. д. / 37.20000° пд. ш. 94.09972° зх. д.     | 110             | Повне: Чилі, Аргентина, Парагвай, Бразилія Часткове: Нова Зеландія, Південна Америка, Антарктида |          | [ 14 ]            |
| 13 липня 2075     | 06:05:44 | 147   | 0.947    | 4 хв 45 с   | 63°6′0″ пн. ш. 95°12′0″ сх. д. / 63.10000° пн. ш. 95.20000° сх. д.      | 262             | Кільцеподібне: південна Європа, Росія Часткове: Європа, Азія, Африка, північ Північної Америки |          | [ 14 ]            |
| 6 січня 2076      | 10:07:27 | 152   | 1.034    | 1 хв 49 с   | 87°12′0″ пд. ш. 173°41′59″ зх. д. / 87.20000° пд. ш. 173.69972° зх. д.  | 340             | Повне: Антарктида Часткове: Австралія, Південна Америка |          | [ 14 ]            |
| 1 червня 2076     | 17:31:22 | 119   | 0.290    | —           | 64°24′0″ пд. ш. 51°12′0″ зх. д. / 64.40000° пд. ш. 51.20000° зх. д.     | —               | Часткове: Південна Америка, Антарктида |          | [ 14 ]            |
| 1 липня 2076      | 06:50:43 | 157   | 0.275    | —           | 67°0′0″ пн. ш. 98°5′59″ зх. д. / 67.00000° пн. ш. 98.09972° зх. д.      | —               | Часткове: Росія, Північна Америка |          | [ 14 ]            |
| 26 листопада 2076 | 11:43:01 | 124   | 0.731    | —           | 63°42′0″ пн. ш. 40°6′0″ сх. д. / 63.70000° пн. ш. 40.10000° сх. д.      | —               | Часткове: Африка, Європа, західна Азія |          | [ 14 ]            |
| 22 травня 2077    | 02:46:05 | 129   | 1.029    | 2 хв 54 с   | 13°5′59″ пд. ш. 148°18′0″ сх. д. / 13.09972° пд. ш. 148.30000° сх. д.   | 119             | Повне: Австралія Часткове: Індія, Австралія, Нова Зеландія, Антарктида |          | [ 14 ]            |
| 15 листопада 2077 | 17:07:56 | 134   | 0.937    | 7 хв 54 с   | 7°47′59″ пн. ш. 70°47′59″ зх. д. / 7.79972° пн. ш. 70.79972° зх. д.     | 262             | Кільцеподібне: США, Карибське море, Колумбія, Венесуела, Бразилія, Гаяна, Суринам, Французька Гвіана Часткове: Північна Америка, Південна Америка |          | [ 14 ]            |
| 11 травня 2078    | 17:56:55 | 139   | 1.070    | 5 хв 40 с   | 28°6′0″ пн. ш. 93°42′0″ зх. д. / 28.10000° пн. ш. 93.70000° зх. д.      | 232             | Повне: Мексика, США Часткове: Північна Америка, Південна Америка |          | [ 14 ]            |
| 4 листопада 2078  | 16:55:44 | 144   | 0.926    | 8 хв 29 с   | 27°48′0″ пд. ш. 83°17′59″ зх. д. / 27.80000° пд. ш. 83.29972° зх. д.    | 287             | Кільцеподібне: Чилі, Аргентина Часткове: Північна Америка, Південна Америка, Антарктида |          | [ 14 ]            |
| 1 травня 2079     | 10:50:13 | 149   | 1.051    | 2 хв 55 с   | 66°12′0″ пн. ш. 46°17′59″ зх. д. / 66.20000° пн. ш. 46.29972° зх. д.    | 406             | Повне: США, Канада, Гренландія Часткове: захід Південної Америки, захід Північної Америки, Європа, Африка, Азія |          | [ 14 ]            |
| 24 жовтня 2079    | 18:11:21 | 154   | 0.948    | 3 хв 39 с   | 63°23′59″ пд. ш. 160°35′59″ зх. д. / 63.39972° пд. ш. 160.59972° зх. д. | 495             | Кільцеподібне: Антарктида, Нова Зеландія Часткове: Південна Америка |          | [ 14 ]            |
| 21 березня 2080   | 12:20:15 | 121   | 0.873    | —           | 60°53′59″ пд. ш. 85°54′0″ сх. д. / 60.89972° пд. ш. 85.90000° сх. д.    | —               | Часткове: Антарктида, Африка |          | [ 14 ]            |
| 13 вересня 2080   | 16:38:09 | 126   | 0.874    | —           | 61°6′0″ пн. ш. 25°48′0″ сх. д. / 61.10000° пн. ш. 25.80000° сх. д.      | —               | Часткове: Північна Америка, Європа, Африка |          | [ 14 ]            |
| 10 березня 2081   | 15:23:31 | 131   | 0.930    | 7 хв 36 с   | 22°23′59″ пд. ш. 36°42′0″ зх. д. / 22.39972° пд. ш. 36.70000° зх. д.    | 277             | Кільцеподібне: Чилі, Аргентина, Кот-д’Івуар, Гана, Того, Бенін, Нігерія, Камерун Часткове: Південна Америка, Африка, Антарктида |          | [ 15 ]            |
| 3 вересня 2081    | 09:07:31 | 136   | 1.072    | 5 хв 33 с   | 24°36′0″ пн. ш. 53°36′0″ сх. д. / 24.60000° пн. ш. 53.60000° сх. д.     | 247             | Повне: центральна Європа, Туреччина, Сирія, Ірак, Кувейт, Катар, ОАЕ, Саудівська Аравія, Оман Часткове: Африка, Європа, Азія |          | [ 15 ]            |
| 27 лютого 2082    | 14:47:00 | 141   | 0.930    | 8 хв 12 с   | 9°24′0″ пн. ш. 47°6′0″ зх. д. / 9.40000° пн. ш. 47.10000° зх. д.        | 277             | Кільцеподібне: Перу, Бразилія, Суринам, Французька Гвіана, Португалія, Іспанія, Франція, Італія, Німеччина, Австрія Часткове: Північна Америка, Південна Америка, Європа, Африка |          | [ 15 ]            |
| 24 серпня 2082    | 01:16:21 | 146   | 1.045    | 4 хв 01 с   | 10°18′0″ пд. ш. 151°48′0″ сх. д. / 10.30000° пд. ш. 151.80000° сх. д.   | 163             | Повне: Індонезія, Папуа Нова Гвінея, південна частина Тихого океану Часткове: Індія, Австралія, Антарктида, Нова Зеландія |          | [ 15 ]            |
| 16 лютого 2083    | 18:06:36 | 151   | 0.943    | —           | 61°36′0″ пн. ш. 154°5′59″ зх. д. / 61.60000° пн. ш. 154.09972° зх. д.   | —               | Часткове: Мексика, США, Канада |          | [ 15 ]            |
| 15 липня 2083     | 00:14:23 | 118   | 0.017    | —           | 64°0′0″ пн. ш. 37°42′0″ зх. д. / 64.00000° пн. ш. 37.70000° зх. д.      | —               | Часткове: Гренландія |          | [ 15 ]            |
| 13 серпня 2083    | 12:34:41 | 156   | 0.615    | —           | 62°6′0″ пд. ш. 67°30′0″ зх. д. / 62.10000° пд. ш. 67.50000° зх. д.      | —               | Часткове: Південна Америка, Антарктида |          | [ 15 ]            |
| 7 січня 2084      | 17:30:23 | 123   | 0.872    | —           | 64°24′0″ пд. ш. 68°30′0″ сх. д. / 64.40000° пд. ш. 68.50000° сх. д.     | —               | Часткове: Антарктида, Південна Америка |          | [ 15 ]            |
| 3 липня 2084      | 01:50:26 | 128   | 0.942    | 4 хв 25 с   | 75°0′0″ пн. ш. 169°5′59″ зх. д. / 75.00000° пн. ш. 169.09972° зх. д.    | 377             | Кільцеподібне: Росія, США, Канада Часткове: Північна Європа, Азія, Північна Америка |          | [ 15 ]            |
| 27 грудня 2084    | 09:13:48 | 133   | 1.040    | 3 хв 04 с   | 47°17′59″ пд. ш. 47°42′0″ сх. д. / 47.29972° пд. ш. 47.70000° сх. д.    | 146             | Повне: південна частина Атлантичного океану, Індійський океан Часткове: Африка, Антарктида, Австралія |          | [ 15 ]            |
| 22 червня 2085    | 03:21:16 | 138   | 0.970    | 3 хв 29 с   | 26°11′59″ пн. ш. 131°18′0″ сх. д. / 26.19972° пн. ш. 131.30000° сх. д.  | 106             | Кільцеподібне: Індія, М'янма, Китай, центральна частина Тихого океану Часткове: Азія, Південно-Східна Азія, Австралія |          | [ 15 ]            |
| 16 грудня 2085    | 22:37:48 | 143   | 0.997    | 0 хв 19 с   | 7°17′59″ пд. ш. 160°48′0″ зх. д. / 7.29972° пд. ш. 160.80000° зх. д.    | 10              | Кільцеподібне: центральна частина Тихого океану Часткове: Австралія, Північна Америка |          | [ 15 ]            |
| 11 червня 2086    | 11:07:14 | 148   | 1.017    | 1 хв 48 с   | 23°11′59″ пд. ш. 12°30′0″ сх. д. / 23.19972° пд. ш. 12.50000° сх. д.    | 86              | Повне: Намібія, Ботсвана, Південна Африка Часткове: Південна Америка, Африка |          | [ 15 ]            |
| 6 грудня 2086     | 05:38:55 | 153   | 0.927    | —           | 67°24′0″ пн. ш. 96°12′0″ сх. д. / 67.40000° пн. ш. 96.20000° сх. д.     | —               | Часткове: Азія |          | [ 15 ]            |
| 2 травня 2087     | 18:04:42 | 120   | 0.801    | —           | 70°17′59″ пн. ш. 127°35′59″ сх. д. / 70.29972° пн. ш. 127.59972° сх. д. | —               | Часткове: Північна Європа, Північна Азія, Північна Америка |          | [ 15 ]            |
| 1 червня 2087     | 01:27:14 | 158   | 0.215    | —           | 67°47′59″ пд. ш. 165°24′0″ сх. д. / 67.79972° пд. ш. 165.40000° сх. д.  | —               | Часткове: Нова Зеландія |          | [ 15 ]            |
| 26 жовтня 2087    | 11:46:57 | 125   | 0.470    | —           | 71°0′0″ пд. ш. 130°30′0″ зх. д. / 71.00000° пд. ш. 130.50000° зх. д.    | —               | Часткове: Південна Америка, Антарктида |          | [ 15 ]            |
| 21 квітня 2088    | 10:31:49 | 130   | 1.047    | 3 хв 58 с   | 36°0′0″ пн. ш. 15°5′59″ сх. д. / 36.00000° пн. ш. 15.09972° сх. д.      | 173             | Повне: Мавританія, західна Сахара, Малі, Алжир, Туніс, Греція, Туреччина, Росія, Казахстан, Китай Часткове: Північна Америка, Африка, Європа, Азія |          | [ 15 ]            |
| 14 жовтня 2088    | 14:48:05 | 135   | 0.973    | 2 хв 38 с   | 39°42′0″ пд. ш. 56°0′0″ зх. д. / 39.70000° пд. ш. 56.00000° зх. д.      | 115             | Кільцеподібне: Чилі, Аргентина Часткове: Південна Америка, Антарктида, Африка |          | [ 15 ]            |
| 10 квітня 2089    | 22:44:42 | 140   | 0.992    | 0 хв 53 с   | 10°11′59″ пд. ш. 154°48′0″ зх. д. / 10.19972° пд. ш. 154.80000° зх. д.  | 30              | Кільцеподібне: Австралія, центральна частина Тихого океану Часткове: Антарктида, Північна Америка |          | [ 15 ]            |
| 4 жовтня 2089     | 01:15:23 | 145   | 1.033    | 3 хв 14 с   | 7°24′0″ пн. ш. 162°48′0″ сх. д. / 7.40000° пн. ш. 162.80000° сх. д.     | 115             | Повне: Китай, центральна частина Тихого океану Часткове: Азія, Австралія |          | [ 15 ]            |
| 31 березня 2090   | 03:38:08 | 150   | 0.784    | —           | 72°5′59″ пд. ш. 156°18′0″ зх. д. / 72.09972° пд. ш. 156.30000° зх. д.   | —               | Часткове: Антарктида, Австралія, Нова Зеландія |          | [ 15 ]            |
| 23 вересня 2090   | 16:56:36 | 155   | 1.056    | 3 хв 36 с   | 60°42′0″ пн. ш. 40°30′0″ зх. д. / 60.70000° пн. ш. 40.50000° зх. д.     | 463             | Повне: Канада, Гренландія, Велика Британія, Франція Часткове: Північна Америка, Європа, Африка, Північна Азія |          | [ 15 ]            |
| 18 лютого 2091    | 09:54:40 | 122   | 0.656    | —           | 71°12′0″ пн. ш. 17°48′0″ зх. д. / 71.20000° пн. ш. 17.80000° зх. д.     | —               | Часткове: Північна Африка, Європа, західна Азія |          | [ 16 ]            |
| 15 серпня 2091    | 00:34:43 | 127   | 1.022    | 1 хв 38 с   | 55°36′0″ пд. ш. 150°30′0″ сх. д. / 55.60000° пд. ш. 150.50000° сх. д.   | 236             | Повне: південна частина Тихого океану поблизу берегів Антарктиди Часткове: Австралія, Антарктида, Нова Зеландія |          | [ 16 ]            |
| 7 лютого 2092     | 15:10:20 | 132   | 0.984    | 1 хв 48 с   | 9°54′0″ пн. ш. 48°42′0″ зх. д. / 9.90000° пн. ш. 48.70000° зх. д.       | 62              | Кільцеподібне: Панама, Колумбія, Венесуела, Гаяна, Марокко, Алжир Часткове: Північна Америка, Південна Америка, Європа, Африка |          | [ 16 ]            |
| 3 серпня 2092     | 09:59:33 | 137   | 0.979    | 2 хв 31 с   | 5°35′59″ пн. ш. 30°18′0″ сх. д. / 5.59972° пн. ш. 30.30000° сх. д.      | 75              | Кільцеподібне: Ліберія, Кот-д’Івуар, Гана, Того, Бенін, Нігерія, Камерун, Чад, ЦАР, Судан, Кенія, Сомалі Часткове: Африка |          | [ 16 ]            |
| 27 січня 2093     | 03:22:16 | 142   | 1.034    | 2 хв 58 с   | 34°6′0″ пд. ш. 136°24′0″ сх. д. / 34.10000° пд. ш. 136.40000° сх. д.    | 119             | Повне: Австралія Часткове: Південно-Східна Азія, Австралія, Антарктида, Нова Зеландія |          | [ 16 ]            |
| 23 липня 2093     | 12:32:04 | 147   | 0.946    | 5 хв 11 с   | 54°36′0″ пн. ш. 1°18′0″ сх. д. / 54.60000° пн. ш. 1.30000° сх. д.       | 241             | Кільцеподібне: США, Канада, центральна Європа, Туреччина, Ірак, Іран, Афганістан, Пакистан Часткове: Північна Америка, Південна Америка,, Європа, Африка, Азія |          | [ 16 ]            |
| 16 січня 2094     | 18:59:03 | 152   | 1.034    | 1 хв 51 с   | 84°47′59″ пд. ш. 10°35′59″ зх. д. / 84.79972° пд. ш. 10.59972° зх. д.   | 329             | Повне: Антарктида Часткове: Південна Америка, Антарктида, Нова Зеландія |          | [ 16 ]            |
| 13 червня 2094    | 00:22:11 | 119   | 0.162    | —           | 65°17′59″ пд. ш. 163°35′59″ зх. д. / 65.29972° пд. ш. 163.59972° зх. д. | —               | Часткове: південна частина Тихого океану у берегів Антарктиди |          | [ 16 ]            |
| 12 липня 2094     | 13:24:35 | 157   | 0.422    | —           | 68°0′0″ пн. ш. 152°48′0″ сх. д. / 68.00000° пн. ш. 152.80000° сх. д.    | —               | Часткове: Північна Америка, Азія |          | [ 16 ]            |
| 7 грудня 2094     | 20:05:56 | 124   | 0.705    | —           | 64°42′0″ пн. ш. 95°0′0″ зх. д. / 64.70000° пн. ш. 95.00000° зх. д.      | —               | Часткове: Північна Америка |          | [ 16 ]            |
| 2 червня 2095     | 10:07:40 | 129   | 1.033    | 3 хв 18 с   | 16°41′59″ пд. ш. 37°12′0″ сх. д. / 16.69972° пд. ш. 37.20000° сх. д.    | 145             | Повне: Намібія, Південна Африка, Ботсвана, Замбія, Мозамбік, Мадагаскар Часткове: Африка |          | [ 16 ]            |
| 27 листопада 2095 | 01:02:57 | 134   | 0.933    | 8 хв 47 с   | 7°12′0″ пн. ш. 169°48′0″ сх. д. / 7.20000° пн. ш. 169.80000° сх. д.     | 285             | Кільцеподібне: Китай, Корейський півострів, Японія, центральна частина Тихого океану Часткове: Південно-Східна Азія, Австралія, Тихий океан |          | [ 16 ]            |
| 22 травня 2096    | 01:37:14 | 139   | 1.074    | 6 хв 07 с   | 27°18′0″ пн. ш. 153°24′0″ сх. д. / 27.30000° пн. ш. 153.40000° сх. д.   | 241             | Повне: Індонезія, центральна частина Тихого океану, Філіппіни Часткове: Південно-Східна Азія, Австралія, Північна Америка |          | [ 16 ]            |
| 15 листопада 2096 | 00:36:15 | 144   | 0.924    | 8 хв 53 с   | 29°41′59″ пд. ш. 163°18′0″ сх. д. / 29.69972° пд. ш. 163.30000° сх. д.  | 294             | Кільцеподібне: Малайзія, Індонезія, Папуа Нова Гвінея, Австралія, Нова Зеландія Часткове: Південно-Східна Азія, Тихий океан, Антарктида |          | [ 16 ]            |
| 11 травня 2097    | 18:34:31 | 149   | 1.054    | 3 хв 10 с   | 67°24′0″ пн. ш. 149°30′0″ зх. д. / 67.40000° пн. ш. 149.50000° зх. д.   | 339             | Повне: Аляска, Росія Часткове: Азія, Північна Америка, Північна Європа |          | [ 16 ]            |
| 4 листопада 2097  | 02:01:25 | 154   | 0.949    | 3 хв 36 с   | 65°47′59″ пд. ш. 86°47′59″ сх. д. / 65.79972° пд. ш. 86.79972° сх. д.   | 411             | Кільцеподібне: Антарктида Часткове: Австралія |          | [ 16 ]            |
| 1 квітня 2098     | 20:02:31 | 121   | 0.798    | —           | 61°0′0″ пд. ш. 38°6′0″ зх. д. / 61.00000° пд. ш. 38.10000° зх. д.       | —               | Часткове: Антарктида, Південна Америка |          | [ 16 ]            |
| 25 вересня 2098   | 00:31:16 | 126   | 0.787    | —           | 61°6′0″ пн. ш. 101°0′0″ зх. д. / 61.10000° пн. ш. 101.00000° зх. д.     | —               | Часткове: Азія, Північна Америка |          | [ 16 ]            |
| 24 жовтня 2098    | 10:36:11 | 164   | 0.006    | —           | 61°47′59″ пд. ш. 95°30′0″ зх. д. / 61.79972° пд. ш. 95.50000° зх. д.    | —               | Часткове: південь Тихого океану неподалік від берегів Антарктичного півострова |          | [ 16 ]            |
| 21 березня 2099   | 22:54:32 | 131   | 0.932    | 7 хв 32 с   | 20°0′0″ пд. ш. 149°0′0″ зх. д. / 20.00000° пд. ш. 149.00000° зх. д.     | 275             | Кільцеподібне: центральна частина Тихого океану Часткове: Австралія, Нова Зеландія, Антарктида, Північна Америка |          | [ 16 ]            |
| 14 вересня 2099   | 16:57:53 | 136   | 1.068    | 5 хв 18 с   | 23°23′59″ пн. ш. 62°47′59″ зх. д. / 23.39972° пн. ш. 62.79972° зх. д.   | 241             | Повне: Канада, США, центральна частина Атлантичного океану Часткове: Північна Америка, Південна Америка, Африка |          | [ 16 ]            |
| 10 березня 2100   | 22:28:11 | 141   | 0.934    | 7 хв 29 с   | 12°0′0″ пн. ш. 162°24′0″ зх. д. / 12.00000° пн. ш. 162.40000° зх. д.    | 257             | Кільцеподібне: центральна частина Тихого океану, США Часткове: Австралія, Північна Америка |          | [ 16 ]            |
| 4 вересня 2100    | 08:49:20 | 146   | 1.040    | 3 хв 32 с   | 10°30′0″ пд. ш. 39°0′0″ сх. д. / 10.50000° пд. ш. 39.00000° сх. д.      | 142             | Повне: центральна Африка, Мадагаскар Часткове: Африка, Антарктида |          | [ 16 ]            |